# 額田坦
額田 坦（ぬかた ひろし、1895年〈明治28年〉9月5日 - 1976年〈昭和51年〉9月21日）は、日本の陸軍軍人。最終階級は陸軍中将。

## 経歴
医師・額田篤太の三男として生れる。岡山一中、広島陸軍地方幼年学校、中央幼年学校を経て、1917年（大正6年）5月、陸軍士官学校（29期）を卒業。同年12月、歩兵少尉に任官し歩兵第54連隊付となる。1928年（昭和3年）12月、陸軍大学校（40期）を卒業した。
歩兵第40連隊中隊長、教育総監部付勤務、教育総監部課員、ドイツ駐在、陸軍歩兵学校教官などを歴任。1936年（昭和11年）12月、陸軍省人事局課員となり、人事局補任課長、独立歩兵第11連隊長、陸士生徒隊長などを経て、1941年（昭和16年）10月、陸軍少将に昇進した。
1942年（昭和17年）12月、参謀本部総務部長となり、同第3部長を経て、1945年（昭和20年）2月、最後の陸軍省人事局長に就任し、翌月に陸軍中将に進級した。ノンフィクション作家の高木喜朗は、東条英機元首相の腹心とみられていた富永恭次中将の子分格だったとする。同年12月、予備役に編入され第一復員省業務局長に就任。1946年（昭和21年）3月、召集解除となった。1947年（昭和22年）11月28日、公職追放仮指定を受けた。
1948年（昭和23年）7月、南方から捕虜を輸送した際の虐待（いわゆる地獄船）に関与した容疑で逮捕、B級戦犯として裁判にかけられた。裁判では懲役刑の判決を受け、1952年（昭和27年）2月まで、戦犯容疑で巣鴨プリズンに拘留された。後に千鳥ケ淵戦没者墓苑奉仕会理事長を務めた。

## 栄典
外国勲章佩用允許
- 1941年（昭和16年）12月9日 - 満州帝国：建国神廟創建記念章[5]

## 家族親族
- 妻 額田淑子 石坂善次郎（陸軍中将）の二女
- 娘婿 高木秀明（陸軍少佐）
- 義弟 松村知勝（陸軍少将）淑子の妹の夫
- 実兄弟：額田豊・額田晉 （東邦大学創立者）

## 著書
- 『秘録宇垣一成』芙蓉書房、1973年。
- 『陸軍省人事局長の回想』芙蓉書房、1977年。（『額田坦回想録』は抜粋再編集版）東條英機自殺未遂事件について米軍MP銃撃説となる事実告白を記述し、後年保阪正康らの実証研究により否定され歴史捏造の批判を受けた。また、インパール作戦での牟田口廉也に対して同情的見解を寄せている。
- 編『世紀の自決 - 日本帝国の終焉に散った人びと』芙蓉書房、1968年。敗戦にともない、あるいは戦犯裁判等にかけられ、自決した旧日本軍将兵らの遺言・遺書、最後の言動をまとめた書籍。編者である額田は、自決した者らの顕揚のため、日本人の輝ける精神史の資料とすべく編纂したとしている。巣鴨プリズン内に置かれた「巣鴨遺書編纂会」が、戦犯として処刑された者の遺書を収集・編纂する形で先に出版していた『世紀の遺書』（1953年）とは、名前は似ているものの関係はない。
  - 編『世紀の自決 - 日本帝国の終焉に散った人びと』改訂版、芙蓉書房、1975年。

- 『額田坦回想録』 芙蓉書房出版、1999年。（『陸軍省人事局長の回想』の抜粋再編集版）